# Butterosi
Die Société Nouvelle des Automobiles Butterosi war ein französischer Hersteller von Automobilen.

## Unternehmensgeschichte
Das Unternehmen aus Boulogne begann 1919 mit der Produktion von Automobilen. Der Markenname lautete Butterosi. 1924 endete die Produktion.

## Fahrzeuge
Das einzige Modell war der 12 CV. Für den Antrieb sorgte ein Vierzylindermotor mit seitlichen Ventilen und 1327 cm³ Hubraum. Das Modell gab es als Zweisitzer, viersitzigen Tourenwagen und als sechssitzige Limousine.